# Anna Maria Lenngren
Anna Maria Lenngren nata Malmstedt (Uppsala, 18 giugno 1754 – Stoccolma, 8 marzo 1817) è stata una poetessa svedese.
Anche suo padre e suo fratello furono poeti come lei.
Una delle sue poesie più conosciute è Några ord till min kära dotter, ifall jag hade någon ("Consiglio alla mia cara figlia, se ne avessi avuta una"). Mosse, attraverso le sue poesie Hans nåds morgonsömn ("Lo sbadiglio mattutino di Sua Grazia") e Grevinnans besök ("La visita della Contessa") le quali facevano satira sul sistema di classi svedese, una critica contro lo snobismo delle classi più alte.

## Vita

### Infanzia
Anna Maria Lenngren nacque a Uppsala. Figlia del poeta Magnus Brynolf Malmstedt (1724–1798), professore di latino presso l'Università di Uppsala, e di Märta Johanna Florin (†1788). Suo padre era membro dei fratelli moravi ed era conosciuto per il suo impegno sociale; infatti dal 1772, ospitò una scuola per i più poveri nella propria casa. Entrambi i suoi genitori pubblicarono inni mentre suo fratello Johan Magnus (1749–80) scrisse un carme secolare.
Anna Maria Lenngren prese posizioni contro la religione in favore degli ideali realisti dell'Illuminismo anche grazie all'avversione per gli appassionati sentimenti religiosi del padre; nonostante ciò la sua filantropia e l'interesse per la giustizia sociale sono stati attribuiti all'influenza che egli esercitò su di lei. Nei suoi ideali sociali, simpatizzava per le classi lavoratrici in opposizione ai privilegi della nobiltà ed agì come vera e propria voce del "terzo stato", idealizzando un modello di vita umile e semplice.
Suo padre si accorse sin da subito del talento della figlia ed affermò che avrebbe voluto "renderla non solo una letterata ma anche una donna istruita". Così Anna Maria usufruì di un'educazione avanzata e ricevette in casa lezioni di latino e di scienze dell'antichità in generale. Il suo poeta favorito fu Orazio.

### Prima attività
Iniziò la sua carriera in ambito poetico negli anni settanta componendo recensioni, epitomi, epigrammi e traduzioni. I suoi primi lavori, che furono reinterpretazioni di Orazio, vennero pubblicati anonimamente sui giornali. Nel 1772, pubblicò la sua prima poesia con il suo nome, la poesia funebre På mademoiselle Anna Lovisa Pahls saliga hemfärds dag, den 14 Maji 1772, die Corona. Nel 1774–1777 scrisse di frequente per il giornale di Anna Hammar-Rosén Hwad Nytt?? Hwad Nytt??.
Nel 1776 le fu commissionata da parte del Duca Carlo, fratello del re di Svezia, una traduzione dell'operetta Lucile, la prima operetta francese tradotta in svedese. Nell'introduzione alla traduzione difese il diritto delle donne all'attività intellettuale. Fu un successo. Venne premiata con un orologio d'oro come segno di apprezzamento da parte della Duchessa Carlotta, e le furono commissionate traduzioni simili da parte della casa reale.
Lenngren visse un grande successo. Già nel 1774 fu introdotta nella società letteraria di Uppsala, incassò buone recensioni e tributi poetici dalla stampa. Divenne famosa come paladina delle donne intellettuali e definiva sé stessa una "litterata". Divenne membro della Società Reale delle Scienze e delle Lettere a Göteborg nel 1775, e dell'accademia Utile Dulci nel 1779. Fu una delle tre donne membri dell’accademia Utile Dulci: le altre furono Anna Charlotta von Stapelmohr e Anna Brita Wendelius. Nel 1777 ripeté la sua denuncia in favore del diritto delle donne ad avere interessi letterari nella poesia Thé-conseillen.

### Vita coniugale
Nel 1780 sposò l'ufficiale Carl Peter Lenngren (1750–1827). Egli era il capo redattore dello Stockholms-Posten, al quale collaborò il poeta e critico Johan Henric Kellgren, e ne fu editore. Kellgren collaborò con Lenngren in numerosi lavori dal 1778 in poi. Si dice che le fornì ispirazione e condivise con lei il suo interesse per gli ideali di Voltaire. Ella pubblicò scritti sia in prosa che poetici all'interno dello Stockholms-Posten dal 1778 in poi ma, dopo il matrimonio, pubblicò solo anonimamente interrompendo completamente la propria attività verso la fine degli anni ottanta.
Il matrimonio provocò un grande cambiamento nella sua vita. In seguito ad esso interruppe ufficialmente la propria attività letteraria pubblicando sotto pseudonimi, venendo meno inoltre alla propria denuncia riguardo l'emancipazione letteraria femminile e sostenendo che le donne avrebbero dovuto rinunciare ai propri interessi letterari in favore della coltivazione del proprio carattere come quello di mogli e madri accomodanti. Se fosse stata onesta in questo cambio di opinione o se si fosse solamente servita dell'ironia per sostenere comunque i propri ideali è stato oggetto di dibattito. Lenngren iniziò ad ammirare Rousseau, e ad ammirare i suoi ideali in merito al ruolo delle donne intorno agli anni ottanta. Questi ideali inoltre erano supportati dai valori religiosi di umiltà e semplicità propri del suo ambiente familiare. Ingrid Arvidsson sostenne che Lenngren ebbe sostanzialmente un'opinione ambigua in su questa tematica, influenzata anche dalla propria personalità: "Il fatto che la signora L. fu colpita da critiche è evidente in alcune delle sue poesie, ma ebbe anche un'inusuale sensibilità venendo colpita anche dall'ammirazione".
Dopo il matrimonio ospitò un salotto letterario che divenne un centro di dibattito culturale frequentato da Gustaf af Leopold, Nils von Rosenstein, Frans Michael Franzén e Gudmund Jöran Adlerbeth. In questi anni venne descritta come spiritosa ed intelligente ma anche umile e modesta.
Suo marito venne descritto come "principalmente noto per essere inutile e noioso", ma il matrimonio fu comunque felice e lei era solita portarlo all'accademia Utile Dulci e cantare con lui. Non ebbe figli ma adottò una figlia. Nel 1797 la figlia venne internata in un manicomio e vi morì poco dopo; un evento che influenzò Lenngren profondamente, come venne influenzata dalla morte del padre, affogato in circostanze misteriose nel 1798.
Nel 1790, intervenne un altro grande cambiamento quando Johan Henric Kellgren interruppe la sua produzione letteraria a causa di una malattia. Questo danneggiò il giornale di suo marito ed Anna Maria ricominciò la propria attività nello Stockholms-Posten per motivazioni economiche. Ad ogni modo insistette per rimanere anonima e rifiutò di ricominciare ufficialmente la propria carriera, anche se gli pseudonimi utilizzati erano noti ed era quindi comunque possibile riconoscerla nei lavori di quegli anni.
Il suo salotto presso Beridarebansgatan fu il centro della Accademia Reale Svedese e, nonostante non divenne mai un membro ufficiale, venne soprannominata dagli altri "il membro invisibile". Il 20 dicembre 1797, l'Accademia Reale Svedese la celebrò con la Ode till fru Lenngren ("Ode alla Signora Lenngren"), letta da Gustaf Fredrik Gyllenborg. Lei declinò la loro ammirazione con la poesia Dröm ("Sogno"), nella quale racconta di come la poetessa Hedvig Charlotta Nordenflycht apparendogli la avesse giudicata poeticamente indegna. Ad ogni modo firmò la poesia Dröm con il proprio nome, rendendola la prima scritta da lei ufficialmente dopo il matrimonio ma anche l'ultima.
Lenngren morì di cancro al seno all'età di sessantadue anni. Venne seppellita nel cimitero della Klara kyrka a Stoccolma.

## Carriera letteraria

Medaglia d'argento con l'effige di Anna Maria Lenngren, 1818

Anna Maria Lenngren debuttò come scrittrice di poesie per funerali e matrimoni, ed il suo primo lavoro ha il tono della passione estetica propria dei circoli religiosi di suo padre. Questo primo stile venne subito rimpiazzato da uno più sobrio, in linea con il senso di scientifico realismo proprio dell'età dei lumi.
Come scrittrice, Lenngren fece frequente uso della satira, del sarcasmo, e dell'ironia, e a volte fu autrice di parodie del genere pastorale, dell'opera e della ballata. I suoi componimenti erano spesso corti e rappresentavano la vita di tutti i giorni, quasi sempre nel contesto urbano. Criticò l'artificiosità e la mancanza di valori genuini dietro le apparenze. Ideologicamente fu ispirata dal suo amico e collega Johan Henric Kellgren, con il quale lavorò spesso dal 1778 in poi. Fredrik Böök dice che "ogni parola era necessaria e nessun'altra era richiesta, quasi nessun aggettivo. Dipingeva con i soli verbi e sostantivi", e Snoilsky scrive nella propria poesia En afton hos fru Lenngren ("Una serata dalla signora Lenngren"): "È come una bardana, questo metro spiritoso".
Il successo della sua carriera iniziale negli anni settanta fu ispirato dai suoi ideali femministi, primo fra tutti la sua difesa del diritto per le donne di intraprendere un lavoro letterario. Ciò è principalmente evidente nelle parole dell'introduzione alla sua traduzione della Lucile (1776) e nella poesia Thé-conseillen (1777).
Il suo radicale cambiamento di opinione in merito al ruolo della donna che intervenne nel suo lavoro in seguito al matrimonio nel 1780 fu oggetto di grande dibattito. Nella sua poesia Några ord till min kära dotter, ifall jag hade någon ("Consiglio alla mia cara figlia, se ne avessi avuta una") e råden till Betti ("Consiglio a Betti"), consiglia alle donne di abbandonare gli interessi letterari e di concentrarsi nel modellamento morale del proprio carattere verso quello di una moglie e madre ideale. Consiglia alle donne di concentrarsi nei lavori domestici invece di immischiarsi in questioni letterarie o politiche, poiché "la nostra casa è la nostra Repubblica; la nostra politica è la nostra apparenza". Dopo l'interruzione ufficiale pubblicò i suoi lavori solo anonimamente o sotto pseudonimi e rifiutando di riconoscerli. Comunque Anna Maria Lenngren era famosa per il suo amore per l'ironia, cosa che creò un'accesa questione se veramente avesse inteso quello che aveva scritto o se solo si fosse trattato di una forma ironica di protesta. La sua poesia Dröm, la quale fu scritta in risposta all'ammirazione a lei attribuita dell'Accademia nel 1797, e nella quale lei descrive sé stessa come un'indegna, è stata allo stesso modo interpretata come ironica.
Anna Maria Lenngren fu sostenitrice degli ideali realisti e scientifici dell'età dei lumi ed odiò la religione, cosa che a volte viene interpretata come risposta all'ambiente religioso nella quale era cresciuta. Ebbe una visione radicale in merito al sistema delle classi svedese. Avversa ai privilegi dei nobili, difese i diritti del "terzo stato" o della classe lavoratrice contro i soprusi. Criticò lo snobismo della classe nobiliare, l'umile ammirazione che la servitù le attribuiva, il piegarsi ansioso della classe lavoratrice, e ritrasse gli uomini della classe più alta come freddi e senza pietà, mentre le donne come snob e ridicole. Idealizzò una "terza classe" ispirandosi al modello della Rivoluzione francese. Oltre a ciò si batté soprattutto per la libertà intellettuale delle donne, affinché anche alle donne fosse consentito avere proprie opinioni, e criticò le disparità di genere.
Le sue poesie più famose sul tema delle classi sociali sono Hans nåds morgonsömn ("La preghiera mattutina di Sua Grazia") e Grevinnans besök ("Visita dalla Contessa"), nelle quali fa satira sullo snobismo, e Pojkarne ("Ragazzi"), nella quale si lamenta del fatto che ragazzi di ogni estrazione sociale possano giocare insieme durante la loro infanzia ma che questa amicizia e questa solidarietà vengano distrutte con il raggiungimento dell'età adulta, assieme alla popolare poesia Det blev ingen julgröt men ändå en glad julafton ("Non c'è più la pappa di Natale ma è rimasto il Natale"), nella quale descrive gli effetti della povertà.

## Riconoscimenti

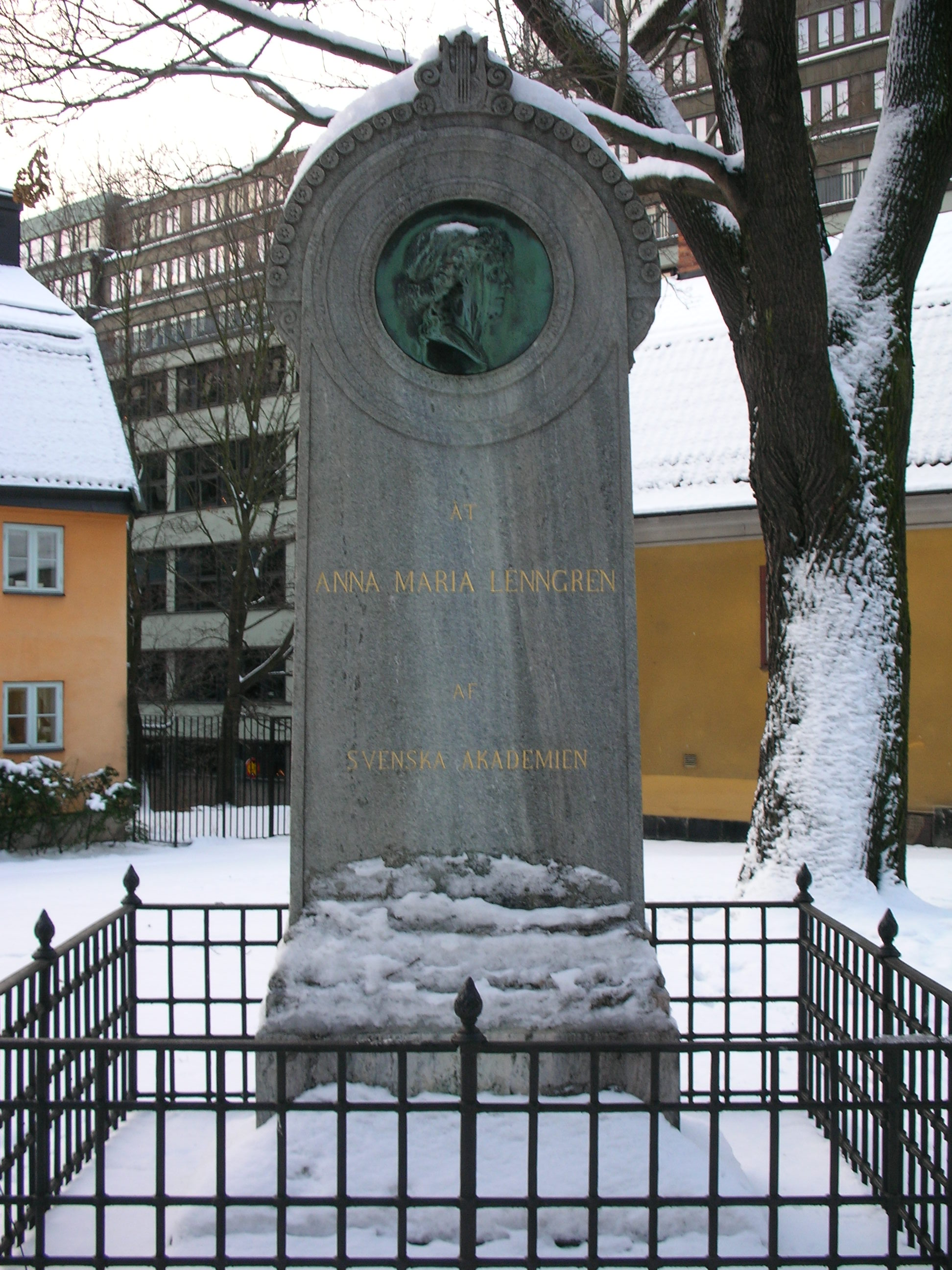
La tomba di Lenngren nel cimitero della chiesa Klara kyrka a Stoccolma

Anna Maria Lenngren è una delle poetesse più famose della storia della Svezia. La sua produzione ha fatto in modo che lei sia una delle poche fra gli autori di poesia del diciottesimo secolo ad essere ancora comunemente letta. Le sue opere sono state ristampate più volte dopo la sua morte nel XIX, XX e XXI secolo.
Seguendo le sue istruzioni le sue poesie, raccolte, vennero pubblicate dopo la sua morte dal marito con il titolo Skaldeförsök ("Prove di Poesia"). Dopo la pubblicazione, la Royal Swedish Academy realizzò una medaglia commemorativa con l'iscrizione: "Tanto meno ricercò la fama, tanto più l'ottenne".
Anche la corrispondenza epistolare con il suo amico Gustaf af Leopold dal 1795–98 è stata pubblicata.

## Trasposizioni
Anna Maria Lenngren è rappresentata nel racconto Pottungen di Anna Laestadius Larsson del 2014, dove lei, insieme ad Ulrika Pasch, Ulrika Widström, Jeanna von Lantingshausen, Marianne Ehrenström e Sophie von Fersen, entra a far parte del Blue Stockings Society organizzato dalla Regina di Svezia e di Norvegia, Edvige Elisabetta Carlotta di Holstein-Gottorp.

## Opere
Poesie
- På mademoiselle Anna Lovisa Pahls saliga hemfärds dag, den 14 Maji 1772, die Corona, Upsala, 1772
- Tankar vid det nya kyrko årets början 1772, Upsala veckotidningar, 1772, Upsala
- Klagan vid mademoiselle Anna Maria Bobergs graf den 3 Julii 1774, Upsala, 1774
- Afton-qväde, Upsala vecko-tidning, 1774
- Vid caffe-pannan
- Vid archi-biskopens . . . Magni Beronii graf, den 13 Ju-lii, 1775, Uppsala, 1775
- Herrans fruktan, grunden till then bästa vishet, . . . förklarad vid . . . Magni O. Beronii . . . begrafning . . ., Uppsala, 1778
- Impromptu, Lunds vecko-blad, 1775
- Thé-conseillen, Stockholm, 1777
- Öfver hans Kongl. höghets kronprinsens födelse den 1 november 1778, 1778
- Dröm, 1798
- Skaldeförsök, 1819
- Porträtterna (I Ritratti)
- Grefvinnans besök (Visita dalla Contessa)
- Fröken Juliana (Miss Juliana)
- Hans nåds morgonsömn (Lo sbadiglio mattutino di Sua Grazia)
- |Pojkarne (I Ragazzi)
- Den glada festen (La festa felice)
- Några ord till min kära dotter, ifall jag hade någon (Consiglio alla mia cara figlia, se ne avessi avuta una) 1794
- Andra tyger, andra seder! (Altri tessuti, altri costumi!)

Prose
Contributi in:
- Hwad Nytt?? Hwad Nytt??, 1774–1777
- Stockholms Posten, 1778–1803, 1809–1810, 1814–1816
- Musikaliskt tidsfördrif, 1789–1791, 1793, 1796–1797, 1801, 1816
- Sommarpromenaden, 1792, 1794–1797, 1801
- Skaldestycken satta i musik, 1795, 1796, 1798, 1800, 1803, 1816

Traduzioni
- J F Marmontel: Lucile operetta, 1776
- Zemire och Azor, Comedie ballet, 1778
- Publius Ovi-dius Naso, Dido til Eneas, Heroide, 1778
- C-S Favart: Arsene, comedie, 1779
- O Wolff: Snart döden skall det öga sluta, 1819